# Brenda Helser
Brenda Helser (n. 26 mai 1926, California, SUA – d. 26 martie 2001) a fost o înotătoare americană, medaliată olimpică. A participat la o ediție a Jocurilor Olimpice (1948) în care a câștigat două medalii de aur.